# Chlorure d'ammonium
Le chlorure d'ammonium est un solide ionique de formule chimique NH4Cl (masse molaire : 53,49 g/mol).

## Description
Le chlorure d'ammonium est un sel de l'acide chlorhydrique. Dans les conditions ambiantes, c'est un solide cristallin blanc de masse volumique 1,527 4 g/cm3. Il est très soluble dans l'eau, avec une solubilité de 372 g par kg d'eau à 20 °C ; la solution aqueuse est légèrement acide.
Le chlorure d'ammonium cristallise dans le système cubique et le groupe d'espace Pm3m (structure de type CsCl). À 182,85 °C, il présente une transition structurale vers le groupe d'espace Fm3m (structure de type NaCl). De 338 à 340 °C il se sublime et se décompose partiellement en chlorure d'hydrogène et ammoniac.
Ce composé est dangereux pour la santé : il est nocif par ingestion (R22), il est irritant pour les yeux (R36) et il ne faut pas en inhaler les poussières (S22). À faible dose, il entre dans la composition de produits alimentaires ; le codex Alimentarius lui attribue le numéro E510.
Le chlorure d'ammonium existe dans la nature et il est connu depuis l'Antiquité, sous le nom de salmiac. De nos jours il est produit industriellement, principalement par réaction du chlorure d'hydrogène sur l'ammoniac, suivant la réaction : HCl + NH3 → NH4Cl.

## Origine
Dans la nature, cette substance minérale nommée salmiac, par abréviation du latin médiéval "sal ammoniac", par les ⁣⁣minéralogistes⁣⁣, apparaît dans les régions volcaniques, se déposant sur les rochers près de cheminées de volcans. Les cristaux se précipitent directement de la phase gazeuse (sublimés) et y restent peu de temps puisqu'ils sont facilement solubles dans l'eau.
On le trouve aussi dans des mines profondes. En Égypte, vieux pays principal exportateur autrefois de ce sel nommé sal ammoniac, il était extrait par sublimation de la suie, provenant de la combustion de la fiente de chameaux. Le chimiste Berzelius, auteur de cette remarque dans son traité de chimie, précise qu'il provient essentiellement depuis le XVIIIe siècle en Europe de la distillation d'os en cornue. Il est extrait du mélange brun des carbonates grâce à l'acide sulfurique. Le chlorure d'ammonium était obtenu conjointement avec le sulfate de sodium et aisément séparé.
Le chlorure d'ammonium est préparé industriellement par réaction de l'ammoniac (NH3) avec le chlorure d'hydrogène (HCl) :
NH3 + HCl → NH4Cl
Une expérience classique consiste à tremper une baguette de verre dans une solution ammoniacale et d'approcher cette baguette humectée du goulot d'une bouteille d'acide chlorhydrique en solution aqueuse : les vapeurs d'ammoniac et d'acide chlorhydrique réagissent en produisant des filets blancs ténus de chlorure d'ammonium.

## Usages
On utilise le chlorure d'ammonium ou souvent le salmiac :
- en métallurgie et chimie des métaux :
  - le brasage tendre : comme composant de certains flux et sous forme solide, sous le nom commercial de pierre ammoniacale, pour décaper la panne des fers à braser ;
  - divers soudages ;
  - le nettoyage des métaux ferreux et non ferreux, comme le cuivre et le zinc ;
  - étamage des récipients de fer ou de cuivre, en dinanderie ;
  - les piles Leclanché : électrolyte de la pile sèche ;
  - l'étude de la solidification : le chlorure d'ammonium dans l'eau solidifie comme un alliage métallique dendritique ;
- pour ses propriétés de surface, en particulier comme produit de nettoyage des métaux ou son action sur d'autres surfaces spécifiques :
  - le traitement de la neige, spécialement sur les pistes à des températures au-dessus de 0 °C pour solidifier la neige et retarder sa fusion ;
  - en photographie scientifique, notamment dans la photographie de roches ou de fossiles, dans le but de blanchir les surfaces. Pulvérisé sur une surface brillante, cela permet de la rendre mate, tout en soulignant le moindre détail de façon très discrète ;
  - produit de nettoyages divers ;
  - en cosmétique, dans les shampooings ;
  - pour la teinture des textiles ;
  - dans les colles pour contreplaqués ;
- dans l'industrie ou les préparations agro-alimentaires :
  - additif dans la fabrication de pastilles de réglisse dans les pays nordiques (le salmiakki finnois, le Lakrisal (en) suédois, le Dracula Piller (en) danois) les Pays-Bas (Zoute Drop) et l'Allemagne ;
  - saveur pour les vodkas ;
  - ingrédient dans les milieux nutritifs de levures ;
- en médecine humaine ou vétérinaire : 
  - les médicaments contre la toux ; son action expectorante est due au fait qu'il irrite les muqueuses des bronches ;
  - en immunohistochimie pour la séparation des anticorps polyclonaux et des autres protéines sériques de la saignée, par précipitation ;
  - dans un test pour diagnostiquer l'acidose tubulaire rénale ;
  - suppléments alimentaires pour le bétail (sur ordonnance vétérinaire) ;
- en mécanique des fluide :
  - la réaction des vapeurs d'acide chlorhydrique et d'ammoniaque permettent d'ensemencer des gaz pour en visualiser les écoulements[9].